# 嘘
嘘（うそ）は事実ではないこと。人間をだますために言う、事実とは異なる言葉。偽りとも。
「嘘」は拡張新字体であり、印刷標準字体は「噓」である。

## 概要
そもそも嘘に定義を与えることは難しい。
言語哲学者の和泉悠は嘘とは何かについて次のように述べている。
「いや、噓の定義なんて簡単に与えられるよ。嘘とは、正しくないことをいうことだ。嘘は人をだますことだ。」などと皆さんは思われるかもしれません。
しかし、これらは大まかな特徴であって、正確な定義には程遠いのです。
（中略）
誤解や間違いや証拠不足により、事実と異なる発言をした人に「あなたは嘘をついた」と評価することはできません。
（中略）
では、「嘘は人をだますことだ」という提案はどうでしょうか。
誰かが嘘をつくとき、その人物は間違ったことを言っていることを自分で分かっています。
嘘つきは、発言が事実と一致しないにもかかわらず、それを承知の上で、相手にはその間違った内容を信じさせようと発言しています。
人をだます、欺くために何かをいう、これはまさに典型的な嘘だと考えられるでしょう。—和泉悠、悪い言語哲学入門、
アウグスティヌスは次のような定義を与えている
アウグスティヌスによる欺瞞としての噓の定義
「AがBにpだと嘘をついた」は次のように定義される。
1. AがBにqだといった。
2. Aはqが偽であると認識している。
3. Aはqが真であるということにより、Bをだましてqが真であると思わせようと意図した。

以上3項目を満たしたとき。—アウグスティヌス、『De Mendacio』ならびに『Contra Mendacium』、

嘘とは事実に反する事柄の表明であり、特に故意に表明されたものを言う。
嘘の意を含む「ガセ」とは、一部の業界で使用されていた元隠語が一般に普及したものであり、もともとは「偽物」のことである。
アウグスティヌスは『嘘をつくことについて』（395年）と『嘘をつくことに反対する』（420年）の二論文において、嘘について「欺こうとする意図をもって行われる虚偽の陳述」という定義を与えている。この古典的定義は中世ヨーロッパの言論・思想界に大きな影響を与えた。

嘘の歴史について語るとき、欧米圏では、旧約聖書に登場する話、カインが弟アベルを殺した後、アベルの行方を問われたカインが「知りません。私は永遠に弟の監視者なのですか？」と答えたことに言及され、それが「人類の最初の嘘」などと語られることが多い。
日本の古事記では天探女と呼ばれる神が嘘をつき、結果派遣された神が死ぬという話が載っている。
日本語の「嘘」の語源は古語の「ウソブク」という言葉が転化したものである。ウソブクという言葉は口笛を吹く、風や動物の声といった自然音の声帯模写、照れ隠しにとぼける、大言壮語を吐く、といった多義的な使われ方をしていた。また、独り歌を歌うという意味もあり、目に見えない異界の存在に対し個人として行う呪的な行為を指した。中世に入って呪的な意味が薄れ、人を騙すといった今日的な「嘘」が一般に使われるようになったのは中世後期になってからのことである。
偽りと嘘には古くは明確な区別があり現在の東京近郊地域でのみ嘘を偽りの意味で使っており、その他の地域ではおどけ戯れの意味であったとされる。また、嘘と似た言葉に欺くというのがあるがあれは仇と元は同じであったとされる。
鷽(うそ)という鳥の名前は鳴き声から来ており、人間が嘘をつくときに真面目らしくない作り声をしていてその声に似ているということで名前となった
多くの文化に於いて、基本的に、嘘は悪いこと、とされる。嘘をつくことは信用、信頼を失う。だが、嘘の中には文化的に許容されるものがある。どのような嘘が文化的に許容されるかは、その文化ごとに異なる。どこの文化でも我欲や虚栄心によってつく嘘は悪いものとされている。
人を救うため、人を傷つけないためにつく嘘もある。仏教では「人に矛盾したことを吹き込み争いを煽ること」は「両舌」(嘘つきの別名である二枚舌の語源)という十悪の罪になるが、人を救うため、人を悟りへと導くために当面の嘘をつく、という方法もとられることがある。大乗仏教国である日本では「嘘も方便」ということわざもあり、人を救うためということならばおおらかに許そうとすることがある。
イギリス等では、他人を喜ばせるための嘘は「white lie（白い嘘)」とする。
相手に気に入られようとして、自分が本当に思っているよりも相手を良いと思っているかのように言うことをお世辞と言うが、お世辞を許容する文化もあるが、そういうことは極力言うべきではない、とする文化もある。
嘘をつかず本当のことだけを話してもコミュニケーションは可能ではあるが、まったく嘘をつかない、という制約があると、人間関係はむしろギクシャクする。こうして嘘は人間関係の維持に役立つ面がありはするが、やはり、人に対して悪意のある嘘が頻繁に語られるような状況では、嘘をつかれた人は疑心暗鬼になり、一般的に人間関係は悪化する傾向がある。
嘘をつく動機や技術、事実との関係などによって、嘘は正負、両方の効果を及ぼしうる。
得をしようとして数をごまかすことを「サバを読む」と言う。
自分の年齢について嘘を言うことは「年齢詐称」と言う。
財務諸表に嘘の数値を記載することは粉飾決算と言う。
政治資金収支報告書に嘘の数値を記載することは虚偽記載と言う。
欧米の大人では、聞き手が聞いたとたんに明らかに本当ではないと判ること、つまり明らかな嘘を聞かせて、それが嘘だと互いに十分に知っていることを確認しあって楽しむことがある。一緒に笑うために、ユーモアとして嘘を話すことが多々あるのである。日本の会話では、欧米に比べると、こうした話し方は少ないようである。
嘘の中には規模の大きな集団が組織的に行うものもあり、内容次第では社会に大きな影響を与える。
政府による嘘；「全ての政府は嘘をつく」
アメリカのジャーナリスト、I. F. ストーンは、「全ての政府は嘘をつく All Governments Lie」との信念を持ち、特定の報道組織などに属さず、自力で地道な調査を行うことによってベトナム戦争をめぐる嘘などを次々と暴いていった。アメリカ政府は、ベトナム戦争を行っている間、アメリカの世論を操作し、アメリカ国民の判断を狂わせていた。また大手マスコミも戦争の間、嘘の情報ばかり流していた。第二次世界大戦中の日本について研究したことのある人ならば誰でも、日本の軍部や日本政府が大本営発表という嘘満載の発表および報道を行い、日本国民を騙していたことを知っている。
I.F.ストーンが指摘しているように、嘘をつくのは全ての政府である。たとえば西側の諸国に属する人々は、東側が嘘ばかりついていること、マスメディアでそれを垂れ流しにしていることをよく知っているが、西側の政府やマスメディアは無制限に信用していることも多い。しかし政府というのは、どこの政府であれ、とんでもない嘘つきだ、例外など無い、というのがジャーナリスト I.F.ストーンの確信しているところなのである。

## イソップ童話
イソップ童話では猿の王様と二人の旅人という話が載っている。こんな話である
『ある所に二人の旅人がいた。ひとりは嘘を全くつかない正直者でもうひとりは口を開けば嘘ばかりの嘘つきだった。そんな二人はある日猿ばかりいる猿の国にたどり着く、見慣れぬ者が来たと猿たちはざわつきついに王様が出てきた。そして王様は「私がどんな風に見えるか」と聞いた。嘘つきは「立派な王様でございます」と答え、正直者は「立派なお猿さんですね」と答えた。王様は嘘つきには多くの褒美を与え正直者は処刑してしまったということである。』

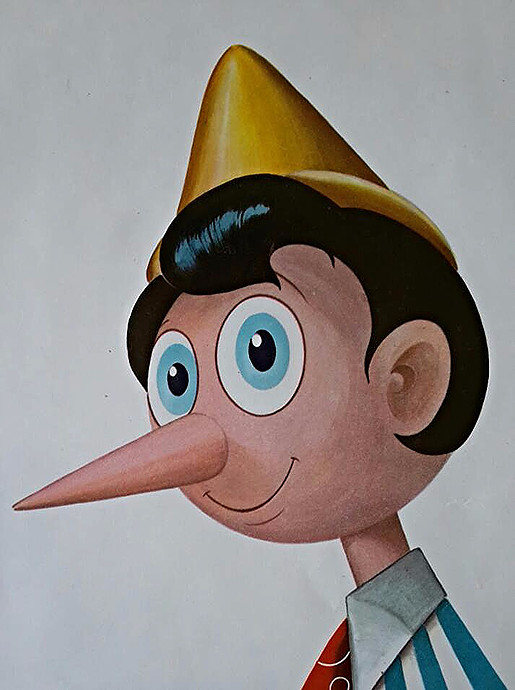
ピノキオの鼻は、嘘をつくほど伸びる、とされた。

## 犯罪と嘘
他人を嘘を用いて欺き錯誤に陥れることを詐欺といい、財産上不法の利益を得ることは詐欺罪である。悪徳マルチ商法や悪徳キャッチセールスなどの詐欺で使われる嘘、また交通事故の被害者を装う当たり屋なども悪質であり、利己的な利益のための嘘（虚偽）により他人に不利益をもたらすことは、法律において罰せられる。また、法律により宣誓した証人が虚偽の陳述をした場合は、偽証罪とされる。

## 神経科学的研究
嘘は心理学的、社会学的、精神医学的に研究されることが多かった だが、最近になって、嘘の研究に神経科学的研究も加わり、京都大学の研究グループは世界で初めて、側坐核が活発に活動する人ほど嘘をつく割合が高いことを発見した。京都大学の阿部修士特定准教授らは、アメリカ人男女28人にコインの表裏を予想させ、「予想が当った」と自己申告すれば報酬がもらえるゲームを行い脳の活動を測定、その結果、側坐核が活発に活動する人ほど嘘の申告をする割合が高いことを突き止め、2014年8月7日、アメリカの科学誌ジャーナル・オブ・ニューロサイエンス（電子版）に発表された。またこの研究では、嘘をつかなかった人は、理性的な判断や行動をつかさどる脳の領域である背外側前頭前野が活発に活動していた。

## 心理学的研究
統計的な文献分析（メタ分析）によれば、人は相手の嘘を見破ることができると、その人を無能と判断する傾向があるが、そもそも人は嘘を見破るのが苦手であることは、何十年にもわたる学問の研究から常に示されている。専門家でさえ、嘘を見破る能力は一般人より優れていないのだから、嘘を簡単に見破れると思い込んで、相手に誤った非難で汚名を着せることは慎むべきである。また、Valerio (2018)によれば、悪意のある嘘をつくのは女性より男性のほうがはるかに多いという結果が出ている。とはいえ、嘘をつく人がより否定的な用語を使い、出来事から距離を置き、感覚や知覚に関連する言葉をあまり使わず、認知負荷が重く、認知プロセスへの言及が少ないという傾向は、統計的文献分析でも示されており、質の高い証拠と考えられる。

## 嘘発見技術の嘘
「嘘をつくとき人は（その人から見て）右上を見る」という嘘を見破るテクニックが広く知られており、右利きの人が右を向いた場合、脳の創造的な部分である右半球が活性化し、嘘を作っていることがわかり、一方、左を向いた場合は、理性的な左半球の活動を示しており、話し手が真実を語っていることを示しているため、眼球の動きで嘘を見抜けると言われる。この考えは、警察の取調べの訓練に使われたと言われるほど常識として定着しており、ウェブ上でもあちこちで見かけるようになった。しかし、複数の実験的検証により、完全に誤りであることが分かっており、研究者の一人のハートフォードシャー大学心理学教授リチャード・ワイズマンは、この考えは「狂気の沙汰である」と述べている。この間違った心理学風の理論は、1970年代-80年代に作られたセルフヘルプ哲学のNLP（神経言語プログラミング）の文献に端を発していると言われ、NLPでアイ・アクセシング・キューと呼ばれるテクニックに起因する。ワイズマンは、元々NLPの文献では、再構築された記憶と生成された記憶、つまり想像と実際に起こった出来事の違いについての話であったが、これが時間をかけて、嘘と事実に関する話にすり替わっていったと指摘している。この考え方が広まるにつれ、厳密な検証もされないまま、研修のマニュアルに組み込まれ、多くの組織で面接官は、採用志望者が自分の過去について話す際には、嘘を見抜くために、眼球運動のパターンに注意するように指導されていた。

## 文学・娯楽と嘘
フィクションであることを前提とする小説や映画、漫画や漫才など、芸術や娯楽の分野では、表現技法の一つとして嘘が用いられる。
一例として、NHKの大河ドラマなどの時代劇においては、実在した歴史上の人物や史実をドラマに取り入れると共に、台詞を現代口語に近づけたり、殺陣や効果音などを専用のスタジオで収録する、といった「表現技法の一つとしての嘘」が用いられている。また、文学の分野では、嘘をつく事「そのもの」を、ストーリーとして描いた『ほら男爵の冒険』などの作品がある。
他にも、漫才やコントでは、「表現技法の一つとしての嘘」を、あたかも事実かのように披露することで、作品の効果を高める方法が用いられる。
これらを鑑賞する際には、悪意を伴わない「表現技法の一つとしての嘘」が作品に含まれている事を論理的に理解し、楽しむ姿勢（いわゆるメディア・リテラシー）が必要である。

## 人間以外の嘘
ヒト以外の動物が嘘をつく場合もある。
いわゆる擬態は他のもののふりをして他の生き物を騙すことである。その意味では植物にも例がある。より嘘に近いものは鳥類における擬傷という例もある。
もっともこれらは本能行動や習性と考えられ、ヒトの付く嘘とは根本的に異なるものと見た方がよい。しかしヒトと同じ意味の嘘をつくものもあり、ほ乳類ではいくつかの例が知られる。コンラート・ローレンツはその著書『人イヌにあう』（en）の中で、一章を費やしてこれに触れている。たとえば帰ってきた飼い主に対して、誤って吠えついてしまったイヌが、主人の顔を認めた後に、隣家のイヌに吠えかかった例があり、これは「飼い主に吠えていたんじゃなく、隣のイヌに吠えていたんだ」というポーズを取ることで、寸前の自分の行動を説明しようとする嘘であるという。また、ネコは嘘をつかないと言い、これはむしろネコの方がイヌより知能が低いためとの判断を示した。さらに、霊長類での例を挙げ、彼らは嘘をつくだけでなく、それが嘘であることを自覚していること、またヒトの嘘に騙されたり、それを見抜いて怒ったりすることを述べている。

## 嘘つきのパラドックス
嘘をつく人の言うことが信用できるかどうかは、ややこしい問題（パラドックス）を生む。
- クレタ人が『クレタ人は嘘つきだ』と言ったが、これは信用できるかどうか、というのは、嘘つきのパラドックスと呼ばれる。詳しくはエピメニデスのパラドックスを参照のこと。同様な例は他にも数多く。たとえば以下のようなクイズがある。そのバリエーションも幾つか存在する。
- 道が天国行きと地獄行きに分かれている。天国に行きたいが、どちらかはわからない。分かれ道には正直者と嘘つきがいて、どちらかに1回だけ質問が可能。さて、何と尋ねればいいか。

また、フレドリック・ブラウンの『火星人ゴーホーム』では、火星人への対応に苦慮した学者が、ふと「彼らは嘘をつけないのではないか」という仮定を思いつくが、途端に出てきた火星人が言う。「俺たちは嘘がつける。さあ、これをどう考える？」。

## 文化
- 本音と建前、二重規範(ダブルスタンダード)
- 4月1日（エイプリルフール） - 一年間で唯一、嘘をついてもよいとされる日。
- 嘘をつく子供 - イソップ寓話「オオカミ少年」
- ミュンヒハウゼン男爵(『ほら吹き男爵の冒険』の主人公)
- 閻魔、天邪鬼、トリックスター

### ことわざ
- 嘘から出たまこと
- 嘘も方便
- 嘘つきは泥棒の始まり
- 嘘も追従も世渡り
- 嘘も誠も話の手管
- 嘘をつかねば仏になれぬ

## 嘘の利用
- 情報操作、誤解を与える統計グラフ
- 欺騙、偽情報、虚偽報道（フェイクニュース）、自己欺瞞（自分を納得させる嘘）、相互欺瞞（英語版）(暗黙の了解で嘘を許容されている状況、劇で配役された俳優が実際のキャラクターではないという嘘を認識している観客の関係。)
- 大本営発表、プロパガンダ
- 科学における不正行為#捏造・改竄・盗用
- 子供への嘘（教育目的に使われる理論を理解できるが大幅な簡略化で嘘が含まれること。例として、地球の地図は平面化する際に、地球の緯度の高い場所は引き延ばされている。地球儀も本来の地球の大きさや凹凸や大気などに嘘をついている。）
- ゲーム理論、ブラフ (ポーカー)（英語版）、マフィアゲーム（英語版）（人狼ゲーム）、囚人のジレンマ
- 二枚舌（英語版）

## 病気
- ミュンヒハウゼン症候群(仮病する精神疾患・虚偽性障害)、代理ミュンヒハウゼン症候群(身近な人を仮病させる精神疾患・虚偽性障害)
- 虚偽性障害
- 演技性パーソナリティ障害
- 虚言癖